# Margot Robbie
Pour les articles homonymes, voir Robbie.
Margot Robbie (/ˈmɑːɡoʊ ˈɹɒbi/), née le 2 juillet 1990 à Dalby (Queensland), est une actrice et productrice australienne.
Elle se fait connaître en 2008 à la télévision australienne avec un rôle régulier dans le soap opera Les Voisins, qui lui vaut deux nominations aux Logie Awards. Elle rejoint ensuite la distribution de la mini-série historique américaine Pan Am. En 2013, elle accède à la notoriété à Hollywood avec le succès commercial de Le Loup de Wall Street, de Martin Scorsese, aux côtés de Leonardo DiCaprio. À partir de 2016, elle rejoint l'univers cinématographique DC en devenant, pour trois films, l'interprète de Harley Quinn : Suicide Squad, Birds of Prey et The Suicide Squad.
Au milieu des années 2010, sa carrière s'oriente aussi vers des films plus susceptibles de plaire aux critiques. Elle est Tonya Harding, une ex-patineuse artistique, dans le biopic Moi, Tonya de Craig Gillespie. Son interprétation est saluée par l'ensemble des critiques, lui permettant de décrocher ses premières nominations aux Golden Globes, aux BAFTA et à l'Oscar de la meilleure actrice. D'autres rôles, dans Marie Stuart, reine d'Écosse ou le drame Scandale, lui permettent d'être nommée une nouvelle fois respectivement aux BAFTA et Oscars.
Margot Robbie s'affirme dans les années 2020 comme l'une des actrices les plus demandées à Hollywood, obtenant notamment le rôle de Sharon Tate dans Once Upon a Time... in Hollywood (2019) de Quentin Tarantino, et celui de la poupée Barbie dans le film du même nom (2023) de Greta Gerwig. Pour ce film, elle remporte en tant que co-productrice le Golden Globe de la meilleure réussite cinématographique au box office.

## Biographie

### Jeunesse et formation
Margot Robbie naît en Australie, à Dalby dans le Queensland puis elle déménage à Gold Coast toujours dans le Queensland, où elle vit avec sa mère célibataire, Sarie Kessler, physiothérapeute, ses deux frères, Lachlan et Cameron et sa sœur Anya. Elle a peu de contact avec son père et passe l'essentiel de son temps dans la ferme de ses grands-parents. À partir de 16 ans, en parallèle de ses études, elle occupe de nombreux petits emplois. Dans une interview au magazine Vogue, elle déclare : « Très jeune, je voulais devenir riche. À l’école, tous mes amis avaient de l'argent. J'allais souvent chez eux et je sais maintenant à quoi cela ressemble d'être riche. Alors, je me suis dit : Ok, je sais ce que je veux. »
À quinze ans, elle décide alors de devenir actrice après avoir vu une fille de son âge jouer une scène à la télévision. Elle explique : « Je regardais la télé. Il y avait une fille de mon âge qui faisait une scène et ce n'était pas très bon. Je me souviens avoir pensé que j'aurais fait mieux. » Elle est fan de culture pop américaine, notamment de séries télé et de films.
En 2007, après avoir obtenu son diplôme de fin d'études secondaires au Somerset College de Gold Coast, elle entame des études de droit qu’elle abandonne rapidement. Elle enchaîne alors les petits emplois, vendeuse dans une boutique de surf (pendant deux ans), dans une épicerie, une pharmacie. Elle prépare des sandwichs dans un Subway, elle fait du babysitting, des ménages. À 17 ans, elle décide de s'installer à Melbourne pour réellement s'orienter vers une carrière d'actrice.

### Débuts d'actrice en Australie (2008-2010)

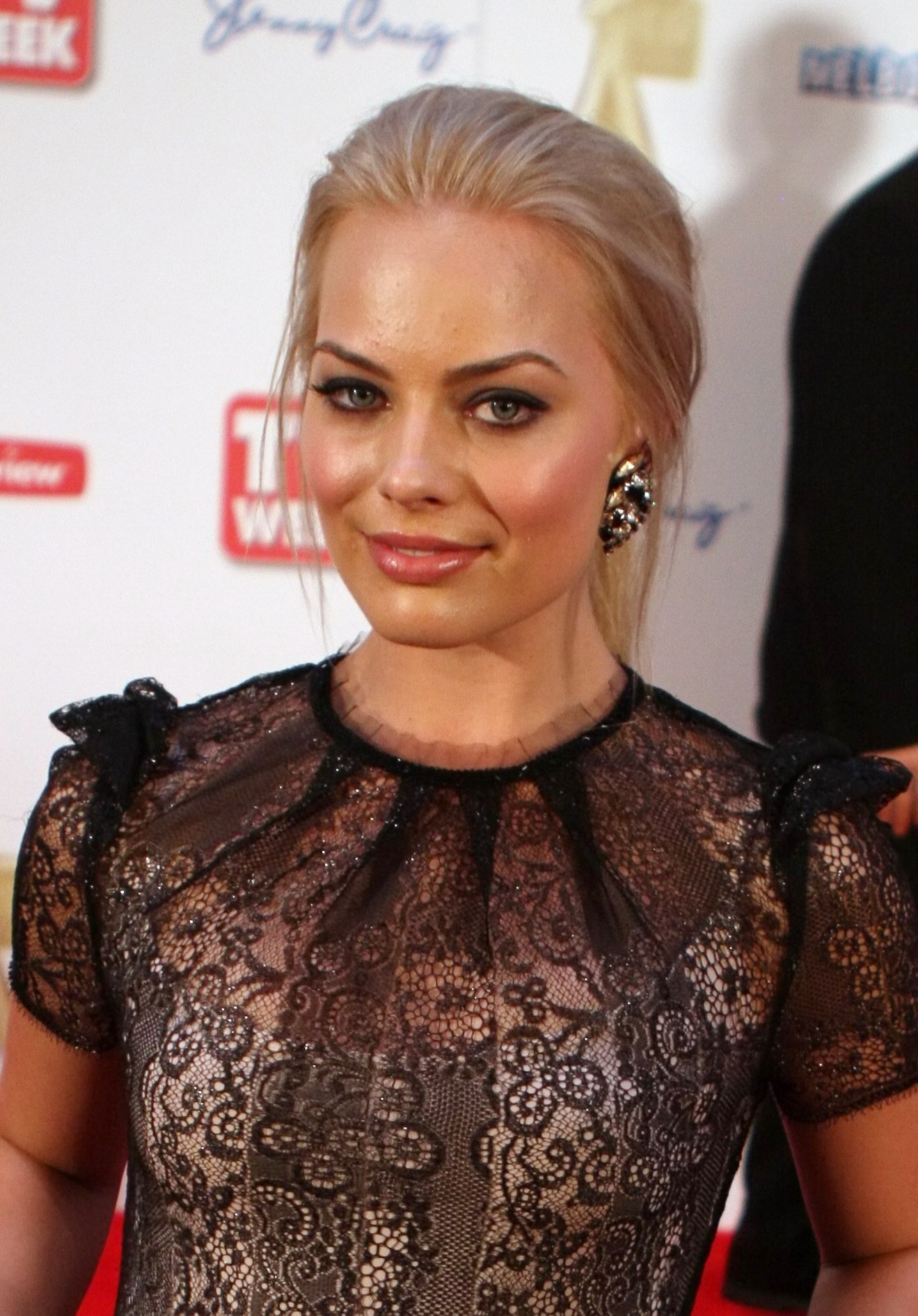
L'actrice aux 2011 TV Week Logie Awards, en Australie.

Margot Robbie commence sa carrière en 2008 en tournant dans deux longs métrages, Vigilante et I.C.U et joue dans deux séries télévisées.
En 2008, elle se fait vraiment connaître du public australien grâce au soap opera Les Voisins, au casting duquel elle est intégrée à sa plus grande surprise, explique-t-elle au site Digital Spy. Ce rôle lui vaut deux nominations aux Logie Awards, prix décernés aux professionnels de la télé australienne.
Par ailleurs, elle tourne des spots publicitaires, notamment pour Network Ten, l'une des trois principales chaînes de télévision australienne. Elle est nommée dans la catégorie « personnalité féminine la plus sexy (Female Hottie) » aux Nickelodeon Australian Kids Choice Awards.
En 2010, elle annonce qu'elle quitte Les Voisins après trois saisons pour poursuivre sa carrière d'actrice à Hollywood. Elle est sélectionnée (mais toujours pas primée) pour le titre de Most Popular Actress aux Logie Awards. Six ans plus tard, elle déclara au site News.au.com : « Si quelqu’un mentionne la série [Les Voisins], je ressens tout de suite un sentiment de nostalgie. Cela me manque de ne plus y jouer et de ne plus être en Australie. »

### Débuts à Hollywood (2010-2014)
Elle part alors à Los Angeles pour tenter sa chance. Peu de temps après, elle est engagée, avec Christina Ricci, par la société de production Sony Pictures Television, dans la série télévisée Pan Am, destinée à la chaîne ABC. Elle y incarne une hôtesse de l'air novice de la Pan American World Airways dans les années 1960. La série est annulée après seulement une saison faute d'audience, néanmoins certaines critiques louent le jeu des acteurs.
En 2012, l'actrice s'envole vers l'Angleterre pour tourner dans la comédie romantique Il était temps du scénariste-réalisateur, Richard Curtis, aux côtés de Rachel McAdams et Domhnall Gleeson. Cependant, le film n'atteint pas les résultats escomptés et (hormis au Royaume-Uni) c'est un semi-échec.

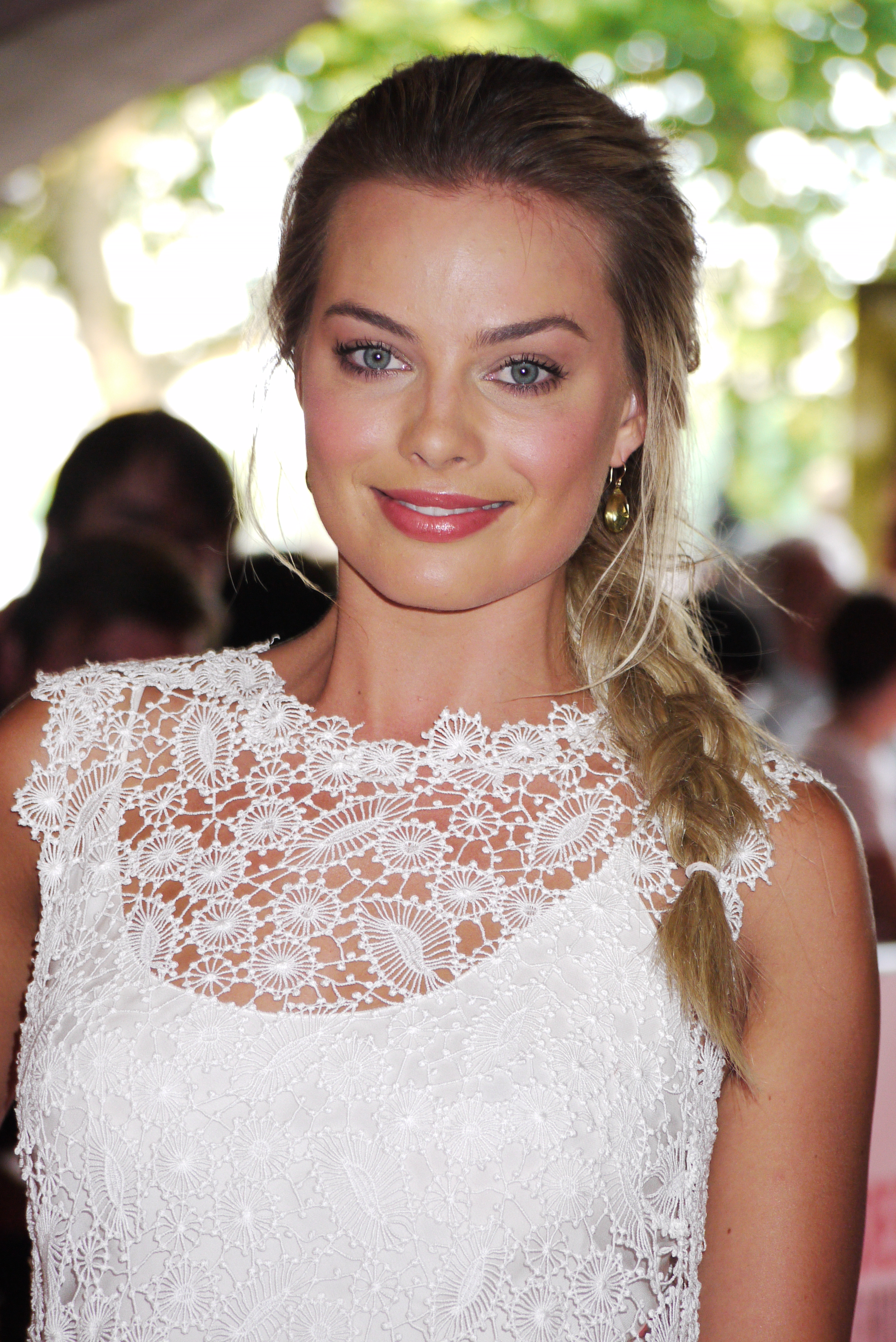
L'actrice en août 2013, l'année de sortie de Le Loup de Wall Street, qui la révèle au grand public.

En 2013, elle est à l'affiche (dans un second rôle) du film Le Loup de Wall Street de Martin Scorsese. Elle y donne la réplique à Leonardo DiCaprio et y incarne Naomi Lapaglia, la seconde épouse très sexy du financier Jordan Belfort (joué par DiCaprio) avec qui elle a une relation orageuse et violente. Elle raconte à Harper’s Bazaar (un magazine de mode américain) comment s'est passée son audition pour le rôle avec DiCaprio (alors beaucoup plus célèbre qu'elle), audition qui se révèlera cruciale pour elle : « dans ma tête, je me suis dit “tu as trente secondes pour les impressionner. C’est la chance d’une vie, tu dois la saisir”. Alors que Leonardo DiCaprio lui crie dessus au cours d’une scène de dispute, la jeune femme, dans un sursaut d’impulsivité, décide de le gifler [ce qui n'était pas prévu au scénario]. “J’étais persuadée que je n’allais plus retravailler dans cette ville ou qu’on allait me poursuivre en justice”, a-t-elle ajouté. Au contraire, ce geste lui a sans doute permis de décrocher le rôle le plus déterminant de sa carrière ! ».
En effet, le film devient un très gros succès commercial et le plus grand de la carrière de Martin Scorsese : plus de trois millions d'entrées en France et près de 400 millions de dollars de recette dans le monde,,. Le film est nommé plusieurs fois aux Oscars et aux Golden Globes et Margot Robbie est nommée aux MTV Movie Awards en tant que meilleure révélation,. Si sa plastique est mise en valeur dans le film, certains critiques louent son excellente imitation de l'accent de Brooklyn. Le site Awards Daily va plus loin : « Robbie est drôle, dure et joue parfaitement bien dans chaque scène où elle se trouve,. »

### Percée en tant que tête d'affiche (2014-2017)
Malgré ce succès, durant l'année 2014, Margot Robbie n'apparaît dans aucun film, lorsqu'elle accepte le rôle qu'Emma Stone et Kristen Stewart ont refusé dans le glamour « gangster movie » Diversion de Glenn Ficarra et John Requa. La présence des deux acteurs (Will Smith) n'est pas suffisante et la critique est négative. Allociné indique une note moyenne de 2,7 sur 5 pour 26 critiques. Métro qualifie le film de « bouse policière ». Le Parisien : « le film louvoie entre médiocre thriller et comédie romantique à 2 $. » Et, si Will Smith est épargné par certains comme l'hebdomadaire Elle qui le déclare « sexy et élégant en diable », ce n'est pas le cas de Margot Robbie : Le Monde évoque une « poule de luxe. » Chronic'art la qualifie de « bonnasse de service » et affirme que « C’est l’idée de (...) Diversion : s’en remettre à la toute puissance d’une paire de seins... » Face à toutes ces critiques, le chroniqueur américain du magazine Rolling Stone est bien seul quand il déclare : « Margot Robbie est « waouh » et plus encore. L'actrice australienne que l'on avait découverte (...) dans Le Loup de Wall Street démontre maintenant un talent comique soutenu par une beauté d'acier. » En France, le film attire néanmoins 0,8 million de spectateurs dans les salles, score moyen.
La même année, elle est à l'affiche des Survivants, un petit film qui passe inaperçu, sorti en VOD, aucune critique presse en France. Elle enchaîne avec le film historique Suite française mais le film ne rencontre pas de succès,.
En 2016, elle tourne en Afghanistan sous la direction, à nouveau, du tandem Ficarra-Requa (Diversion) dans Whiskey Tango Foxtrot, un film qui sort directement en VOD et en DVD.

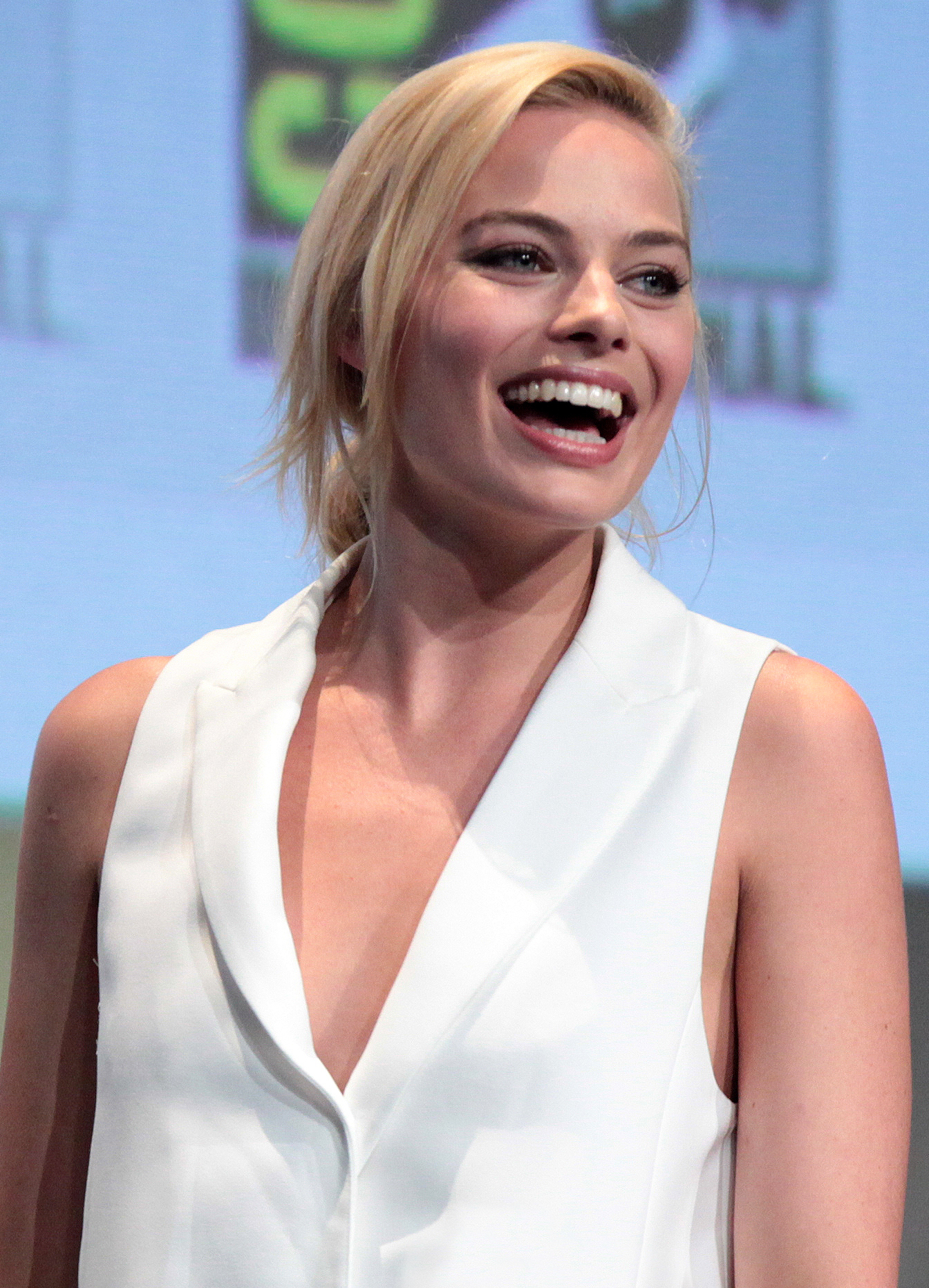
L'actrice au San Diego Comic-Con 2015, pour la promotion de Suicide Squad.

En 2016, Margot Robbie interprète Jane Porter dans le Tarzan de David Yates. Elle est la seizième Jane Porter au cinéma. Dans ce film d'action, de cascades et d'effets spéciaux, elle est souvent reléguée au second plan. La critique fait la moue, à l'instar des Inrocks : « Une jungle hygiénisée, une faune numérisée, (...) l’homme-singe parfaitement épilé [qui] sent moins le désir sauvage que l’eau de Cologne. » Mais cette fois, le film n’est pas un échec commercial : avec 1,2 million d’entrées en France, il se classe 41e au box-office en France en 2016. À la suite du film, elle fait même la couverture du magazine Vogue US du mois de juin, photographiée en Jane Porter par le duo Mert and Marcus,.
La même année, elle tient son deuxième grand rôle, celui d'Harley Quinn dans le film Suicide Squad réalisé par David Ayer. Aux côtés de Jared Leto et de Will Smith à nouveau, Margot fait partie d'une escouade de « super-vilains », ce film a pour but de présenter l'équipe d'anti-héros et super-vilains la Suicide Squad, inclus dans l'Univers cinématographique DC, un éditeur spécialisé dans les super-héros (Superman, Batman, Flash, etc.). Peu convaincante, la critique ironise « On attendait des super-méchants, on a des super-mièvres. » écrit TF1 News. « Un navet radioactif. » renchérit Écran Large. Allociné fait la synthèse avec une note moyenne de 2 sur 5. Néanmoins deux critiques remarquent la bonne prestation de Margot comme Le Parisien qui déclare : « ce Suicide Squad se voit sauvé du naufrage par (...) Harley Quinn, campé avec fougue et humour par Margot Robbie... » Par ailleurs, le film rencontre un certain succès public aux États-Unis et en France avec 2 millions d'entrées en salles et se classe 20e du box-office français en 2016.

### Reconnaissance critique et commerciale (depuis 2018)

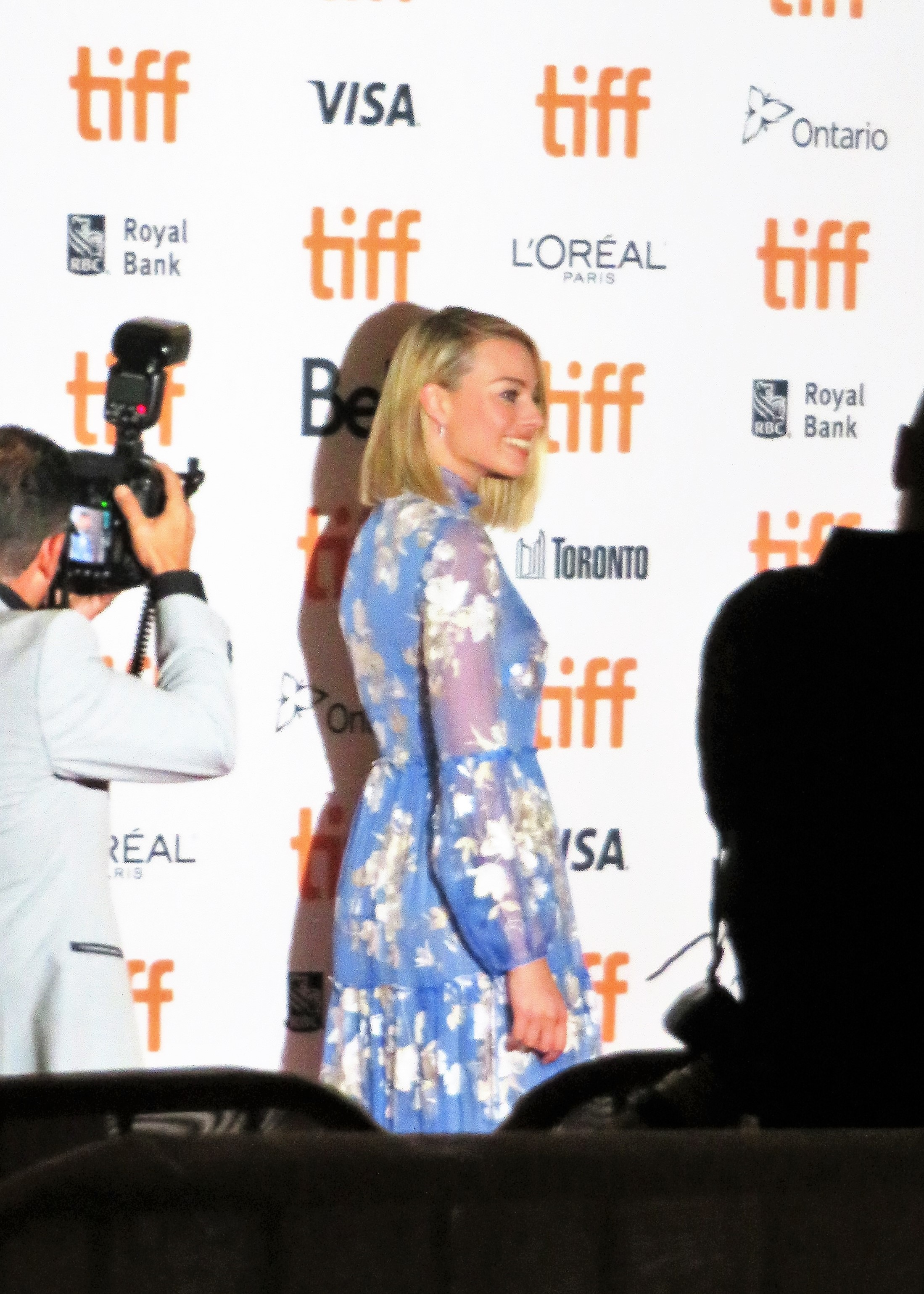
L'actrice principale et productrice de Moi, Tonya, à la première au festival de Toronto 2017.

L'année suivante, la comédienne porte deux films indépendants, deux biopics : la romance anglaise en costumes Goodbye Christopher Robin, réalisée par Simon Curtis, qui lui permet de retrouver son partenaire de Il était temps, Domhnall Gleeson. Les critiques sont satisfaisantes. Mais surtout, l'actrice produit et joue dans Moi, Tonya, une comédie noire signée Craig Gillespie où l'actrice incarne la patineuse Tonya Harding. Présente sur tous les plans, le film repose intégralement sur sa performance d'actrice et la relation de son personnage avec sa mère, jouée par Allison Janney. Les critiques saluent les performances des comédiennes, et Robbie décroche sa première nomination à l'Oscar de la meilleure actrice.

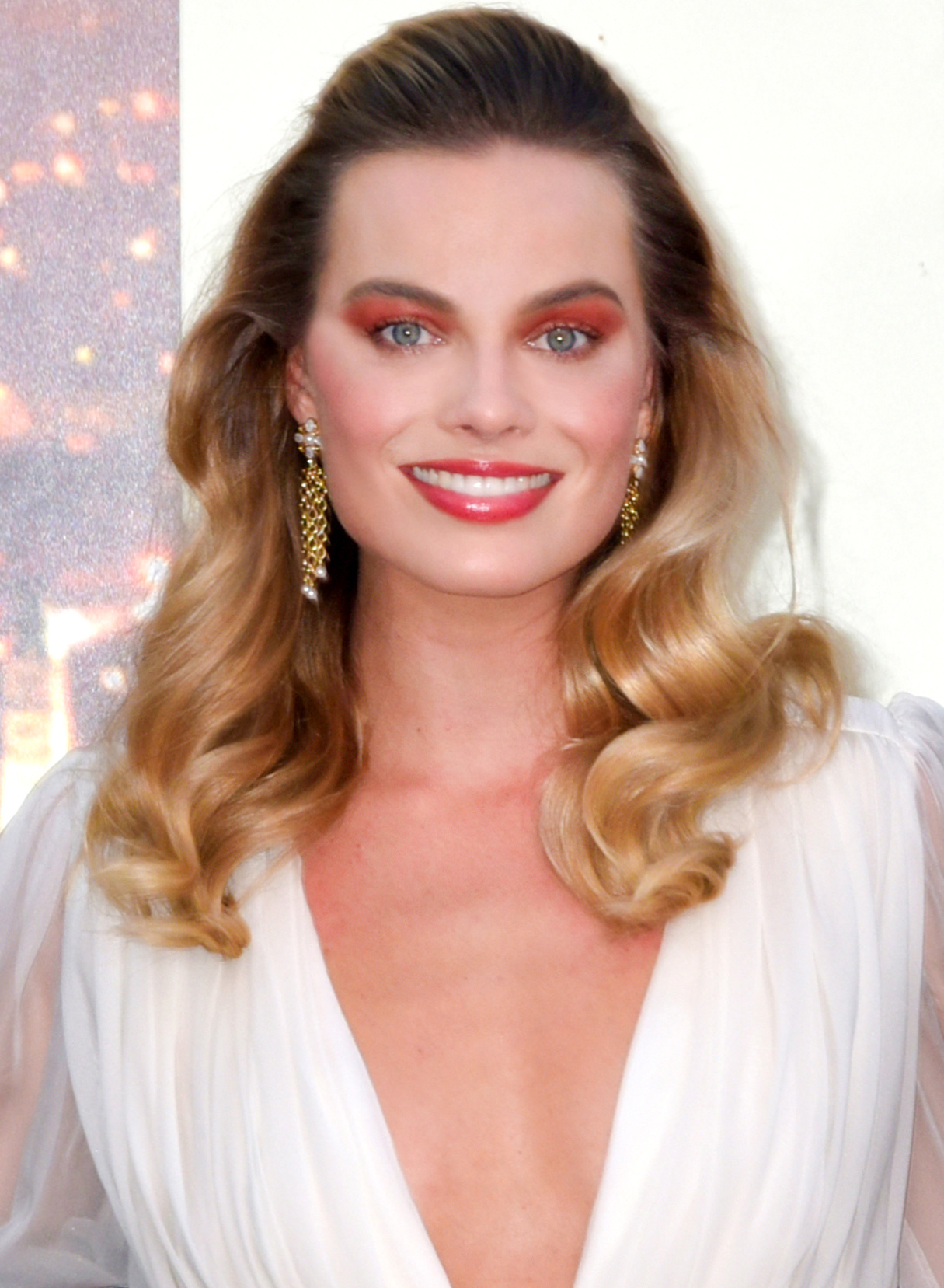
Margot Robbie arrive, pour la première du film Once Upon a Time… in Hollywood, le 22 juillet 2019 à Hollywood.

L'année suivante, elle tente de confirmer avec le thriller néo-noir indépendant Terminal, écrit et réalisé par Vaughn Stein, qu'elle produit également. Cette co-production européenne est cependant éreintée par la critique lors de sa présentation dans des festivals, et se voit privée de sortie sur le sol américain. Quant au biopic historique Marie Stuart, reine d'Écosse, où l'actrice incarne la reine Élisabeth Ire, face à Saoirse Ronan dans le rôle de sa cousine Marie Stuart, il reçoit de bonnes critiques mais passe inaperçu. La comédienne se replie donc sur des projets plus commerciaux: elle tourne le film dérivé de Suicide Squad, intitulé Birds of Prey (and the Fantabulous Emancipation of One Harley Quinn), réalisé par Cathy Yan, où elle officie aussi comme productrice via sa société LuckyChap Entertainment (en).
Puis Quentin Tarantino la choisit pour jouer le rôle de Sharon Tate dans son film Once Upon a Time... in Hollywood. Sur son compte Instagram, durant l'été 2018, en plein tournage, l'actrice s'affiche en femme des sixties, bottes et minijupe blanche façon Nancy Sinatra. Ce long-métrage, qui permet à l'actrice de retrouver Leonardo DiCaprio, est présenté au Festival de Cannes 2019 et sort dans les salles américaines le 26 juillet 2019. Il sort en revanche en France le 14 août 2019, soit au moment du cinquantième anniversaire de la mort de Sharon Tate. Le film est extrêmement bien reçu par la critique et le public, enregistrant un score de 377 millions de dollars au box-office. Il est également récompensé par de nombreux Oscars. Toutefois le film est fustigé par le réalisateur Roman Polanski et son épouse Emmanuelle Seigner qui estime que Tarantino a réservé un traitement honteux à Roman et Sharon dans le film, et qu'il utilise la célébrité de Polanski pour créer son film. Elle est l'une des têtes d'affiche du thriller Scandale aux côtés de Charlize Theron et Nicole Kidman. Le film est centré sur les expériences de divers membres du personnel féminin de Fox News et leurs altercations avec le fondateur de la chaîne, Roger Ailes,. Ce film lui permet d'obtenir une nouvelle nomination à l'Oscar de la meilleure actrice dans un second rôle.

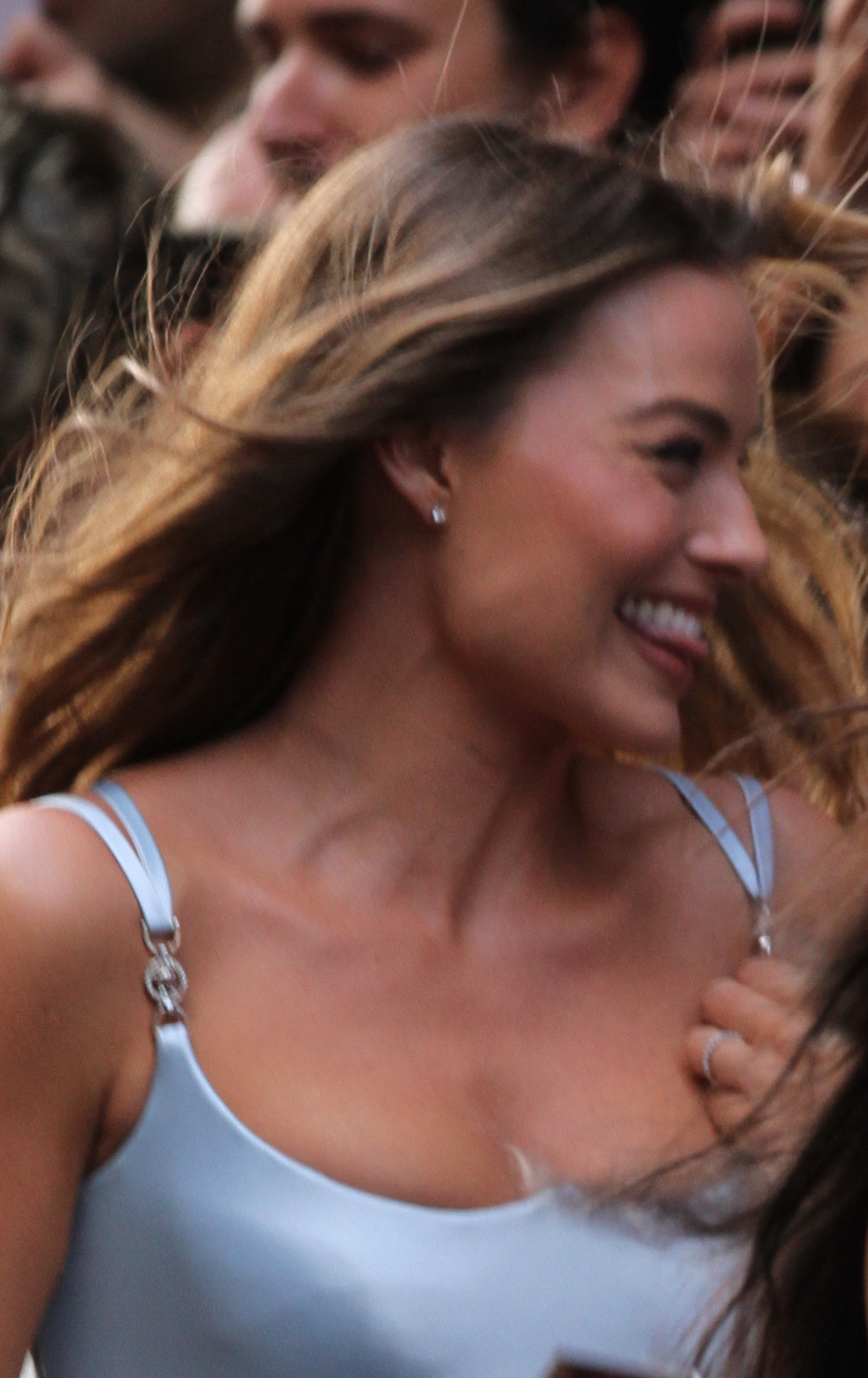
L'actrice durant la promotion de Babylon en 2023.

Elle débute la nouvelle décennie en coproduisant le premier long-métrage de la réalisatrice Emerald Fennell : Promising Young Woman. Le film totalise 18,9 millions de dollars à travers le monde, devenant l'un des plus gros succès cinématographiques de la pandémie de coronavirus. Nommé pour quatre Oscars, le long-métrage décroche une nomination pour le prix du meilleur film et la récompense du meilleur scénario original. En 2021, l'actrice est à l'affiche de deux réalisations, le premier est Pierre Lapin 2 : Panique en ville, et le deuxième est The Suicide Squad de James Gunn où elle reprend son rôle d'Harley Quinn aux côtés d'Idris Elba et de John Cena.
En 2023, elle signe son retour au cinéma et devient la « nouvelle reine de Hollywood ». Elle incarne d'abord une étoile montante du cinéma muet dans la fresque Babylon, signée du réalisateur Damien Chazelle. Le rôle, à l’origine écrit pour Emma Stone, s’inspire librement de la figure historique Clara Bow, star des années 1920. Sa participation sur ce film lui vaut une nomination pour le Golden Globe de la meilleure actrice dans un film musical ou une comédie. Le public la retrouve par la suite dans la comédie de science-fiction Asteroid City de Wes Anderson. Elle y joue un double rôle aux côtés de Tom Hanks, Jason Schwartzman, Scarlett Johansson ou encore Adrien Brody. Le film est présenté « Hors compétition » lors du Festival de Cannes présidé par le réalisateur Ruben Östlund.
Margot Robbie est ensuite « l'actrice de l'été 2023 » en jouant le rôle de Barbie dans l'adaptation en prise de vues réelles que consacre la réalisatrice Greta Gerwig à la poupée commercialisée par Mattel. Sur ce film, elle tient une double casquette puisqu'elle officie également comme productrice aux côtés de son époux Tom Ackerley. Le film sort dans les salles françaises le 19 juillet 2023 et atteint le milliard de dollars fin août, devenant le premier long-métrage réalisé par une femme à atteindre ce cap devant le premier volet de Wonder Woman. Sur le tournage, elle se montre investie, organisant des soirées pyjamas, des soirées au cinéma ou des « journées roses » pour renforcer la cohésion de toute l'équipe. Grâce à ce film, Margot Robbie devient l'actrice la mieux payée de Hollywood en 2023. Le film termine sa promotion avec respectivement 9 nominations aux Goldens Globes et 8 nominations aux Oscars derrière le film biographique Oppenheimer et devant le film de procès Anatomie d'une chute. Elle est nommée comme meilleure actrice dans un film musical ou une comédie et remporte le Golden Globe du meilleur box-office, nouvelle récompense reconnaissant les films qui ont fait le plus d'entrées au cinéma cette année-là. L'absence de son nom parmi les nommées à l'Oscar de la meilleure actrice pour le film crée une polémique qu'elle s'empressera d'éteindre en rapellant sa fierté d'être nommée à l'Oscar du meilleur film. Dans le même temps, elle produit le second film de la réalisatrice Emmeral Fennell intitulé Saltburn, romance érotique gay avec Jacob Elordi et Barry Keoghan dans les rôles principaux. Elle apporte son soutien à la grève des acteurs organisée par la SAG-AFTRA. En fin d'année, elle confirme qu'elle ne reprendra pas son rôle d'Harley Quinn dans les prochaines adaptations DC mise en place par James Gunn et apporte son soutien à la chanteuse Lady Gaga qui lui succède dans la comédie musicale Joker : Folie à deux prévue l'année suivante.
En 2024, il est prévu qu'elle tourne Ocean's, second spin-off dérivé de la franchise Ocean's. Elle doit y retrouver l'acteur canadien Ryan Gosling, déjà son partenaire sur Barbie ; tous deux doivent incarner les parents des personnages joués par  George Clooney et Sandra Bullock dans les différents films de la franchise. L'action du long-métrage se déroule dans la France des années 60, en plein mouvement de la Nouvelle vague. Dans la foulée, elle est annoncée dans le premier film en langue anglaise du réalisateur sud-coréen Kogonada, intitulé A Big Bold Beautiful Journey ; elle devrait y jouer le rôle principal face à l'acteur irlandais Colin Farrell.
Après avoir produit ses précédents longs-métrages, Margot Robbie tourne cette fois sous la direction d'Emerald Fennell dans une nouvelle monture pour le cinéma du classique littéraire : Les Hauts de Hurlevent de l'écrivaine Emily Brontë. Elle y tiendrai l'un des rôles principaux aux côtés de Jacob Elordi, nouvel acteur fétiche de la cinéaste. Elle reprend alors le rôle célèbre de l'héroïne gothique Catherine Earnshaw. En parallèle, elle travaille comme productrice sur une adaptation cinématographique du jeu-vidéo Les Sims.

### Vie privée
Margot Robbie a vécu à New York durant plusieurs années. Puis l'actrice a vécu à Londres en colocation avec six de ses amis (dont son futur mari Tom Ackerley), ne se disant alors pas prête à emménager seule, la solitude lui faisant peur.
À partir de 2014, Margot Robbie fréquente l'assistant-réalisateur britannique Tom Ackerley (en), rencontré sur le tournage de Suite française,. Des rumeurs annoncent leurs fiançailles après l'avant-première du film Tarzan ; ils se marient le 19 décembre 2016 à Byron Bay, en Australie. Début juillet 2024, des clichés montrent que l’actrice et son époux attendent leur premier enfant. Le 17 octobre 2024, elle donne naissance à un garçon.
L'actrice se dit amatrice de hockey sur glace, notamment de l'équipe des Rangers de New York, ainsi que de l'équipe anglaise de football Fulham FC. Elle s'exerce au yoga, et a notamment beaucoup pratiqué la méthode Pilates pour les besoins du film Suicide Squad. Elle est membre de Greenpeace,.

## Image publique

### Popularité commerciale

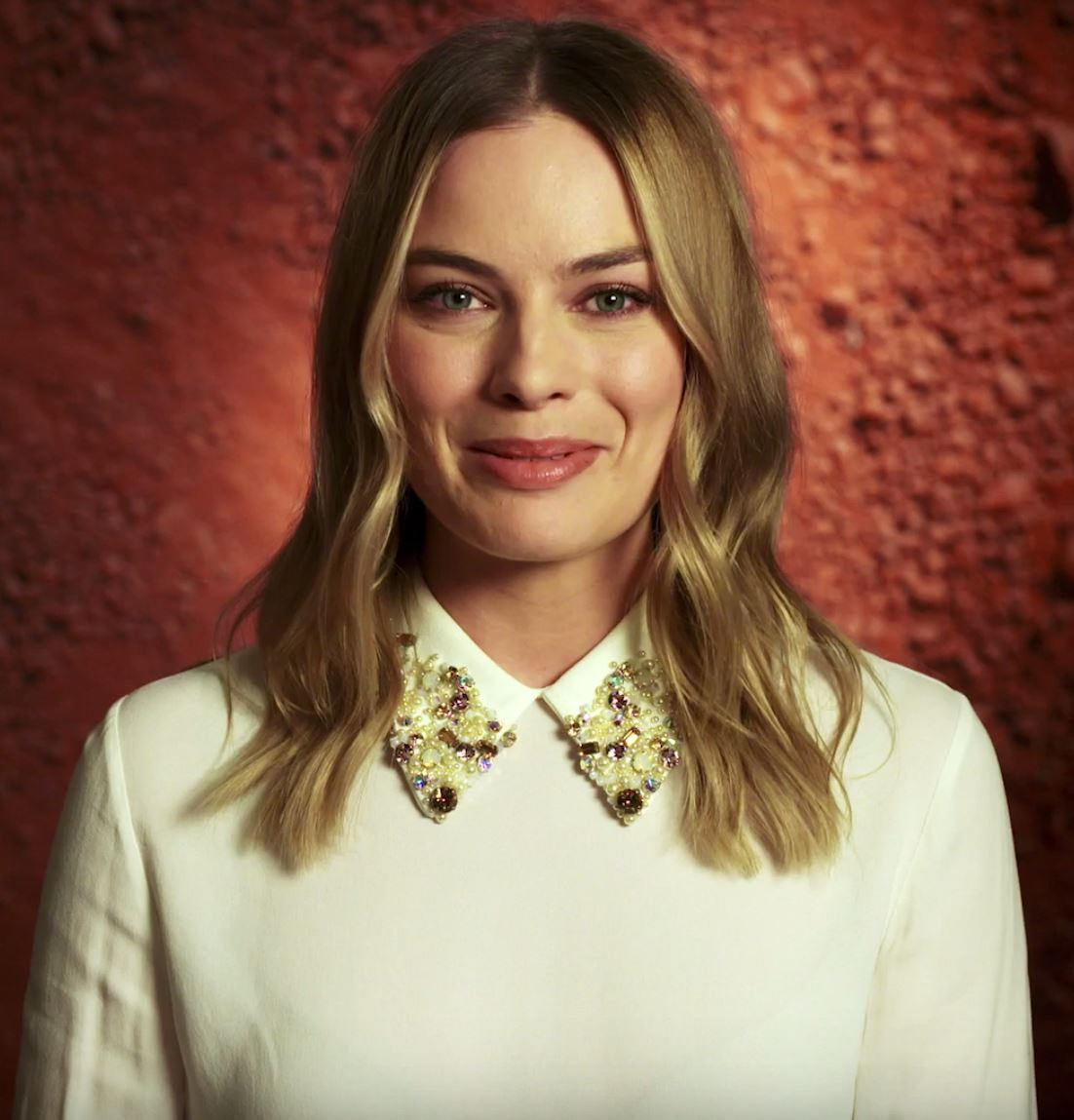
L'actrice dans un spot d'Oxfam en décembre 2016.

Dans les années 2010, certains médias voient en Robbie une « nouvelle Marilyn Monroe ». Le magazine Vanity Fair la surnomme « nouvelle reine d'Hollywood » en 2022
En 2021, l'actrice est suivie par plus de 23 millions d'abonnés sur son compte certifié Instagram. Elle a cependant effacé son compte pendant l'été 2021. Elle y partage notamment des photos privées, comme lors de ses sorties en mer pour faire du surf, pratique sportive qu'elle affectionne particulièrement.
En 2024, elle est le nouveau visage de Chanel pour son parfum iconique "Chanel N°5".

### Mode
Au sujet de ses apparitions publiques et de ses tenues, le site Vogue déclare : « L'actrice australienne cultive un style casual   (« décontracté ») au quotidien et aime, souvent, se la jouer tomboy   (« garçon manqué »). » Souvent remarquée pour sa beauté et sa plastique, Robbie dit ne pas se soucier de son physique et ne faire aucun régime.
Dans Madame Figaro, pour sa part, on trouve cette description des goûts et du style de l'artiste : « Margot Robbie connaît son potentiel et son physique, et évite tous les écueils avec style. À la ville comme sur tapis rouge, l’actrice australienne est adepte d’une sobriété élégante, jouant de nuances de noir et de blanc. Dans une robe bustier Giambattista Valli haute couture presque classique pour la première de Diversion à Los Angeles, ou avec une sage combi-pantalon Blumarine (en) sous un manteau Alexander McQueen pour celle de Londres, elle bazarde l’image de bimbo qui pourrait lui coller à la peau. Toutefois la rigueur n’est pas toujours de mise dans le dressing de l’actrice et lorsqu’elle s’essaye à des tenues plus audacieuses, tout Hollywood s’en souvient. Sa robe reptilienne au lamé doré et décolleté vertigineux signée Tom Ford a envoûté le parterre de stars des Oscars 2016. Sa sensualité affolante s’affiche aussi en couverture des magazines de mode, du plus pointu comme Oyster (en) en robe bijoutée Prada, à l’emblématique Vogue US en maillot de bain léopard Michael Kors Collection. Sa notoriété mode n’est plus à faire, Margot Robbie a définitivement rejoint le clan des reines du style. Une nouvelle fois, sa plastique irréprochable est un atout, et son talent, sa vraie force. »
Pour Puretrend, l'actrice fait partie des femmes les plus inspirantes à Hollywood dans l'univers de la mode.

## Filmographie

### Cinéma

#### Années 2000
- 2008 : Vigilante d'Aash Aaron : Cassandra
- 2009 : I.C.U. d'Aash Aaron : Tristan Waters

#### Années 2010
- 2013 : Il était temps (About Time) de Richard Curtis : Charlotte
- 2013 : Le Loup de Wall Street (The Wolf of Wall Street) de Martin Scorsese : Naomi « Lapaglia » Belfort
- 2015 : Les Survivants (Z for Zachariah) de Craig Zobel : Ann Burden
- 2015 : Diversion (Focus) de Glenn Ficarra et John Requa : Jess Barrett
- 2015 : Suite française de Saul Dibb : Celine Joseph
- 2015 : The Big Short : Le Casse du siècle (The Big Short) d'Adam McKay : elle-même (caméo)
- 2016 : Whiskey Tango Foxtrot de Glenn Ficarra et John Requa : Tanya Vanderpoel
- 2016 : Tarzan (The Legend of Tarzan) de David Yates : Jane Porter
- 2016 : Suicide Squad de David Ayer : Harley Quinn
- 2017 : Goodbye Christopher Robin de Simon Curtis : Daphné de Sélincourt
- 2017 : Moi, Tonya (I, Tonya) de Craig Gillespie : Tonya Harding
- 2018 : Pierre Lapin (Peter Rabbit) de Will Gluck : Flopsy (voix originale)
- 2018 : Terminal de Vaughn Stein : Annie / Bonnie
- 2018 : Les Sœurs de Pierre (Flopsy Turvy) (court-métrage) de David Scott : Flopsy (voix originale)
- 2018 : Massacre au pensionnat (Slaughterhouse Rulez) de Crispian Mills : Audrey (caméo)
- 2018 : Marie Stuart, reine d'Écosse (Mary Queen of Scots) de Josie Rourke : la reine Élisabeth Ire
- 2019 : Dreamland de Miles Joris-Peyrafitte : Allison Wells
- 2019 : Once Upon a Time… in Hollywood de Quentin Tarantino : Sharon Tate
- 2019 : Scandale (Bombshell) de Jay Roach : Kayla Pospisil

#### Années 2020
- 2020 : Birds of Prey (Birds of Prey and the Fantabulous Emancipation of One Harley Quinn) de Cathy Yan : Harley Quinn
- 2021 : Pierre Lapin 2 : Panique en ville (Peter Rabbit 2: The Runaway) de Will Gluck : Flopsy (voix originale)
- 2021 : The Suicide Squad de James Gunn : Harley Quinn
- 2022 : Amsterdam de David O. Russell : Valerie Voze
- 2022 : Babylon de Damien Chazelle : Nellie LaRoy
- 2023 : Asteroid City de Wes Anderson : l'épouse décédée de Steenbeck/l'actrice de théâtre l'interprétant
- 2023 : Barbie de Greta Gerwig : Barbie[92]

Prochainement
- 2025 : A Big Bold Beautiful Journey de Kogonada : Sarah
- 2026 : Wuthering Heights d'Emerald Fennell : Catherine Earnshaw

### Télévision
- 2008 : Review with Myles Barlow : Kelly (saison 1, épisode 1)
- 2008 : Son Altesse Alex (The Elephant Princess) : Juliet (saison 1 - 2 épisodes)
- 2008 : City Homicide : L'Enfer du crime (City Homicide) : Caitlin Brentford (saison 2, épisode 2)
- 2008-2011 : Les Voisins (Neighbours) : Donna Freedman / Donna Brown (rôle principal)
- 2011-2012 : Pan Am : Laura Cameron (rôle principal)
- 2019 : Dollface : Imelda (saison 1, épisode 8)

### Production

#### Cinéma
- 2017 : Moi, Tonya (I, Tonya) de Craig Gillespie
- 2018 : Terminal de Vaughn Stein
- 2019 : Dreamland de Miles Joris-Peyrafitte
- 2020 : Birds of Prey de Cathy Yan
- 2020 : Promising Young Woman d'Emerald Fennell
- 2021 : The Humming of the Beast (court-métrage) de Francisca Alegría
- 2023 : L'Étrangleur de Boston (Boston Strangler) de Matt Ruskin
- 2023 : Barbie de Greta Gerwig
- 2023 : Saltburn d'Emerald Fennell
- 2024 : Mon futur moi (My Old Ass) de Megan Park
- 2025 : Borderline de Jimmy Warden

Prochainement
- 2026 : Wuthering Heights d'Emerald Fennell

#### Télévision
- 2019-2022 : Dollface de Jordan Weiss
- 2021 : Maid de Molly Smith Metzler
- 2022 : Mike de Steven Rogers

Prochainement
- 2025 : Sirens de Molly Smith Metzler

## Distinctions

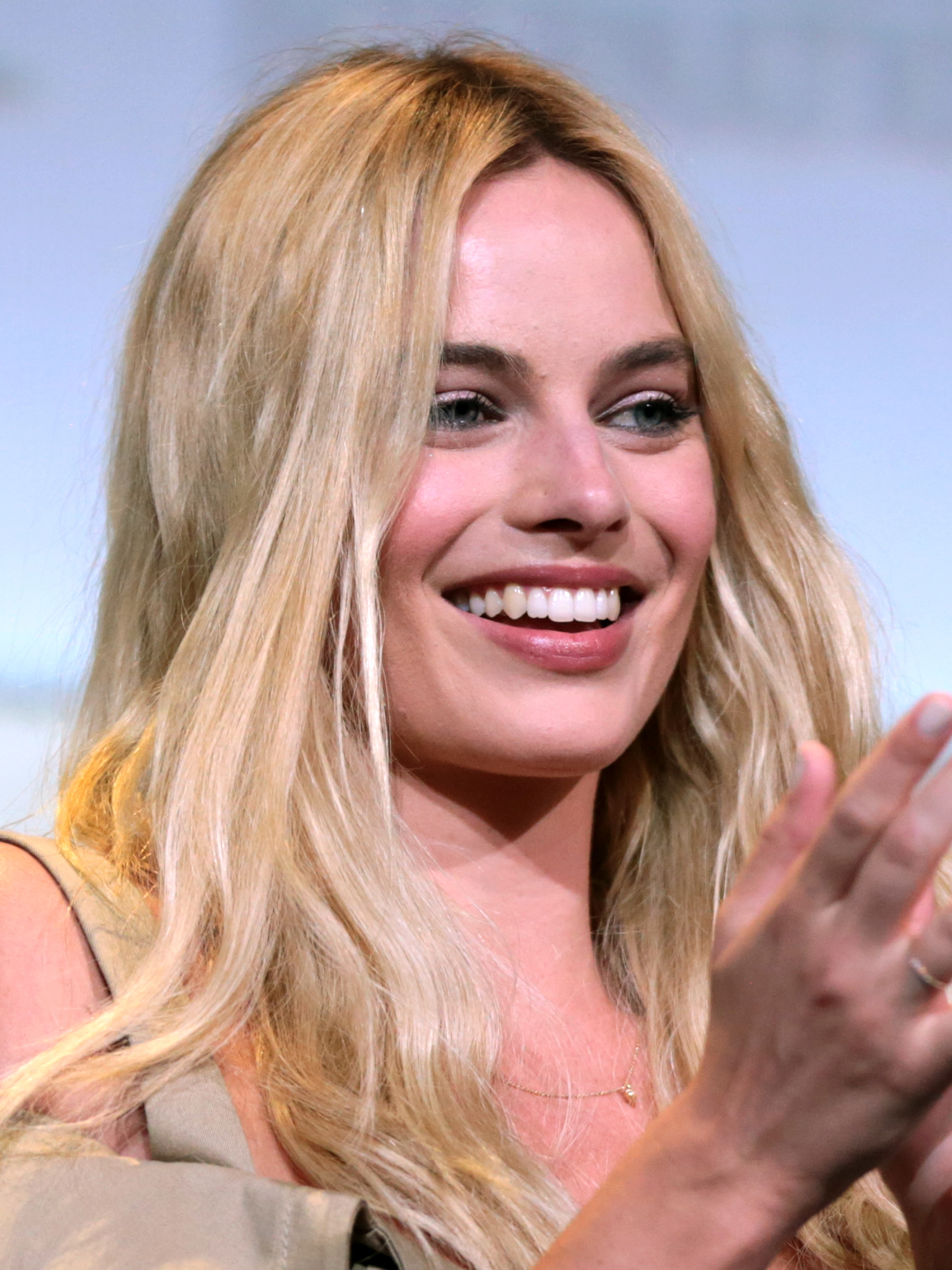
Margot Robbie ici au Comic-Con de San Diego de 2016.

### Récompenses
- Empire Awards 2014 : meilleur espoir féminin pour Le Loup de Wall Street
- People's Choice Awards 2017 : actrice de film d'action préférée pour Suicide Squad
- Golden Globes 2024 : meilleure réussite cinématographique au box office pour Barbie

### Nominations
- Logie Awards 2009 : nouveau talent féminin le plus populaire pour Les Voisins
- Logie Awards 2009 : actrice la plus populaire pour Les Voisins
- Boston Society of Film Critics 2013 : meilleur casting pour Le Loup de Wall Street
- Detroit Film Critics Society 2013 : meilleure distribution pour Le Loup de Wall Street
- Critics Choice Awards 2014 : meilleure distribution pour Le Loup de Wall Street
- MTV Movie Awards 2014 : meilleure révélation pour Le Loup de Wall Street
- Young Hollywood Awards 2013 : meilleure révélation
- BAFA Awards 2015 : Rising Star Awards
- Teen Choice Awards 2016 pour Suicide Squad
- Saturn Awards 2017 : meilleure actrice dans un second rôle pour Suicide Squad
- Alliance of Women Film Journalists 2017 : actrice ayant le plus besoin d'un nouvel agent pour Suicide Squad
- People's Choice Awards 2017 : actrice de film préférée pour Suicide Squad
- Critics Choice Awards 2018 : meilleure actrice pour Moi, Tonya
- Oscars 2018 : meilleure actrice pour Moi, Tonya
- BAFA 2019 : Meilleure actrice dans un second rôle pour Marie Stuart, reine d'Écosse
- BAFA 2020 : Meilleure actrice dans un second rôle pour Once Upon a Time... in Hollywood et Scandale
- Golden Globes 2020 : meilleure actrice dans un second rôle pour Scandale
- Oscars 2020 : meilleure actrice dans un second rôle pour Scandale
- People's Choice Awards 2021 : meilleure actrice de l'année pour The Suicide Squad
- Golden Globes 2023 : meilleure actrice dans un film musical ou comédie pour Babylon
- Golden Globes 2024 : meilleure actrice dans un film musical ou comédie et meilleur film musical ou comédie pour Barbie
- British Academy of Film and Television Arts 2024 : meilleur film britannique pour Saltburn
- Oscars 2024 : Meilleur film pour Barbie

## Voix francophones
En France, Dorothée Pousséo est la voix française régulière de Margot Robbie depuis Le Loup de Wall Street en 2013, et la double notamment dans Whiskey Tango Foxtrot, Tarzan, les films de l'univers cinématographique DC, Moi, Tonya et Scandale.
Elle a également été doublée à deux reprises par Audrey Sourdive dans Marie Stuart, reine d'Écosse et Asteroid City et à titre exceptionnel par Caroline Klaus dans Pan Am, Barbara Probst dans Il était temps, Alexandra Ansidei dans Suite Française, Élisabeth Ventura dans Diversion, Caroline Mozzone dans Goodbye Christopher Robin, et par Diane Dassigny dans Once Upon a Time… in Hollywood.
Au Québec, Catherine Brunet est la voix québécoise la plus régulière de l'actrice, et la double notamment dans Le Loup de Wall Street, Focus, La Légende de Tarzan, les films de l'univers cinématographique DC, Moi, Tonya, Terminal, Marie Stuart, Reine d'Écosse et Il était une fois... à Hollywood. Catherine Proulx-Lemay l'a doublé dans À travers le temps.